# Parlamento di Scozia

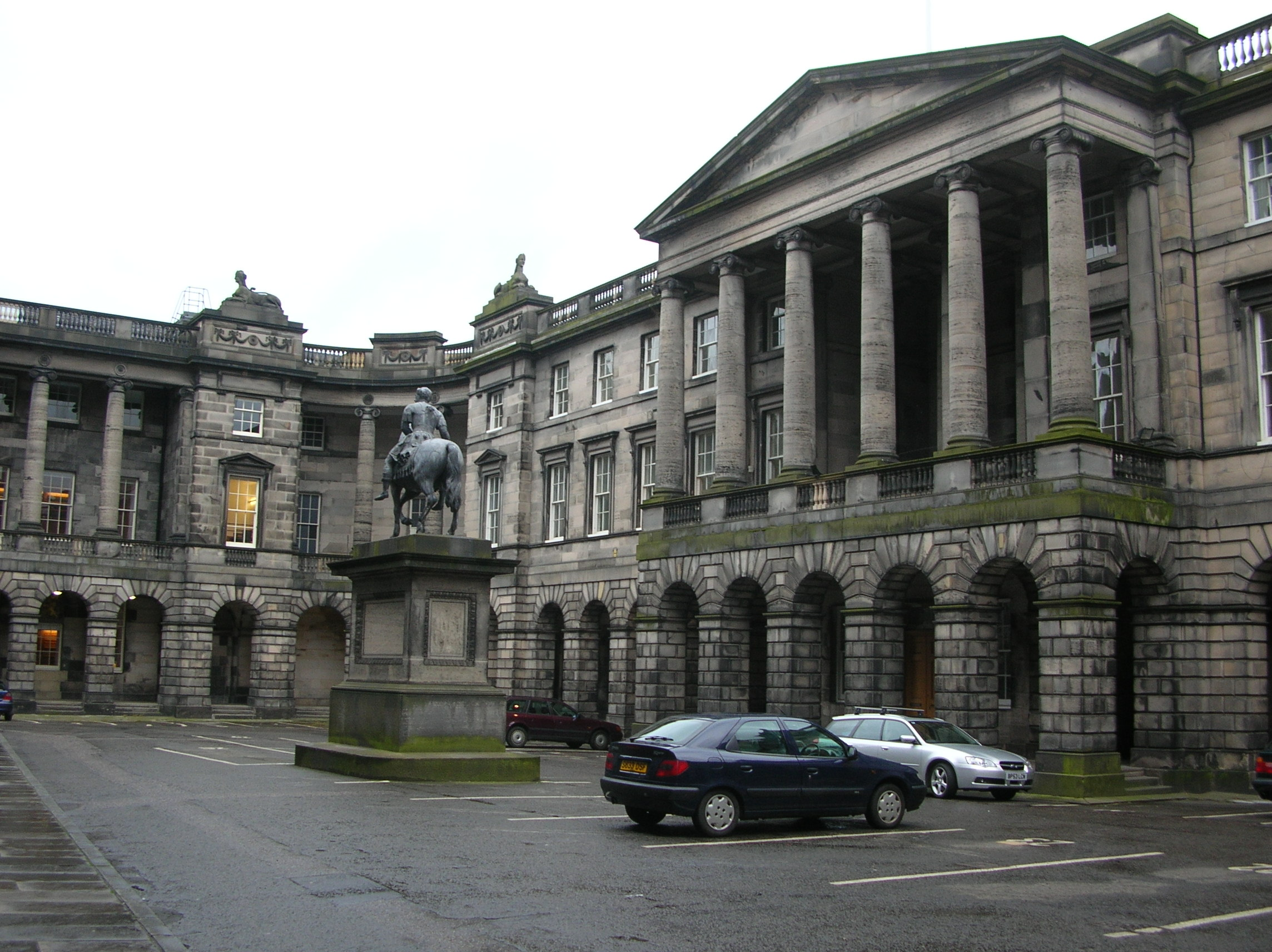
Casa del Parlamento a Edimburgo, sede del Parlamento dal 1639 al 1707.

La locuzione Parlamento di Scozia (in inglese: Parliament of Scotland, o, ufficialmente: Estates of Parliament) era utilizzata per definire l'organo legislativo del Regno di Scozia. Il Parlamento, come altre istituzioni simili, si evolvette durante il Medioevo a partire dal consiglio reale formato da vescovi e conti. È identificabile per la prima volta come parlamento nel 1235, durante il regno di Alessandro II, quando fu descritto come "colloquium" e possedeva già ruolo politico e giuridico. 
Dall'inizio del XIV secolo, la partecipazione di cavalieri e proprietari terrieri era divenuta importante, e dal 1325 parteciparono anche i commissari dei burgh reali. Consistendo dei "tre stati" di clero, nobiltà e burgh che sedevano nella stessa camera, il parlamento diede il consenso per l'imposizione delle tasse e giocò un ruolo fondamentale nell'amministrazione della giustizia, della politica estera, della guerra e in tutti gli ambiti della legislazione. Gli affari parlamentari erano condotti anche da istituzioni di pari grado, come i Consigli Generali o la Convenzione degli Stati; questi potevano decidere su materie di cui trattava anche il Parlamento, cioè tassazione, legislazione e politica, ma non avevano l'autorità suprema di un pieno parlamento.
Il Parlamento di Scozia si riunì per più di quattro secoli, finché fu prorogato sine die al momento dell'Atto di Unione del 1707. In seguito, il Parlamento di Gran Bretagna operò sia per l'Inghilterra che per la Scozia, unite all'interno del Regno di Gran Bretagna. Quando il Parlamento d'Irlanda fu abolito nel 1801, i suoi ex membri parteciparono a quello che oggi è il Parlamento del Regno Unito.
Il Parlamento pre-Unione fu a lungo descritto come un corpo costituzionale imperfetto che agì meramente come approvatore delle decisioni reali, ma ricerche effettuate all'inizio del XXI secolo portarono alla scoperta di un suo ruolo attivo negli affari scozzesi, e in determinati periodi costituì una spina nel fianco della Corona scozzese.